# Ulica Czerwonoarmijska w Mińsku
Ulica Czerwonoarmijska (biał. Чырвонаармейская вуліца, Czyrwonaarmiejskaja wulica, ros. Красноармейская улица, Krasnoarmiejskaja ulica) – ulica w centrum Mińska.

## Przebieg i ważne budynki
Ulica ma długość 1845 m. Zaczyna swój bieg ślepo od Prospektu Niepodległości, na wysokości Placu Październikowego. Następnie kierując się na południowy wschód, przecina ulice: Karola Marka, Kirową i Pierszamajską, dalej od zachodu dochodzi do niej ulica Zaułek Kazarmienny. Przy końcu ulicę przerywa rzeka Świsłocz. Niewielki fragment ul. Czerwonoarmijnej znajduje się także na drugim brzegu rzeki. Ulica kończy swój bieg dochodząc do ul. Smoleńskiej.

## Historia
Do 1866 roku ulica nosiła nazwę Koszarowej, następnie – Batalionowej. W 1882 roku władze rosyjskie zmieniły jej nazwę na Skobielewską, ku czci rosyjskiego gen. Michaiła Skobielewa, bohatera wojny rosyjsko-tureckiej 1877–1878. W 1918 roku znajdował się przy niej bolszewicki arsenał, który wieczorem 19 lutego tego roku został opanowany przez uzbrojone grupy Polaków związanych z Polską Organizacją Wojskową i I Korpusem Polskim. Pozwoliło to uzbroić 200 ochotników. Wydarzenie to było jednym z polskich sukcesów w czasie akcji rozbrajania wojsk bolszewickich w Mińsku i przyczyniło się do opanowania na kilka dni miasta przez polskie i białoruskie formacje wojskowe. Od 1919 roku nosi obecną nazwę.